# Élisabeth Krouglikoff
Élisabeth Krouglikoff (en russe : Елизавета Сергеевна Кругликова, Elizaveta Sergeyevna Kruglikova ou Elizaveta Kruglikova), née le 31 janvier 1865 à Saint-Pétersbourg (Empire russe) et morte le 21 juillet 1941 à Léningrad (Union soviétique), est une artiste peintre, graveuse et illustratrice d'origine russe, proche l'avant-garde moderniste.

## Biographie

### Jeunesse
Fille de Sergueï Nicolaievitch Krouglikoff (1832-1910) et d'Olga Youliyevna Neyman (1836-1922), elle grandit dans un milieu à la fois militaire et tourné vers les arts. Son grand-père paternel était un peintre. Elle suit son père tout au long de ses affectations. Stationnée à Poltava en 1880, elle croise les artistes du mouvement des Ambulants (Peredvijniki), et décide d'embrasser la carrière artistique. Entre 1890 et 1895, elle suit des études d'art à l'École de peinture, de sculpture et d'architecture de Moscou, où elle a comme professeurs Illarion Prianichnikov, Sergueï Korovine et Abram Arkhipov.

### Paris
En 1895, elle arrive à Paris et poursuit ses études à l'Académie Colarossi et l'Académie Vitti. En 1900, elle a son propre atelier dans la capitale, au 17 rue Boissonade, et s'intéresse aux techniques de la gravure avec Victor-Joseph Roux-Champion (1871–1953). En février 1902, elle expose chez Berthe Weill, pour la première fois, sous le nom de « Élisabeth de Krouglicoff » aux côtés de Matisse, Jacqueline Marval, Jules Flandrin, et Albert Marquet.
Elle présente à l'Exposition de l'Art russe organisée par Diaghilev durant le Salon d'Automne de 1906, des gravures en couleurs saluées par Guillaume Apollinaire. Elle fréquente le groupe de l'Abbaye de Créteil qui l'expose en 1907 et 1908, et entre en contact avec le critique Alexandre Mercereau. Elle enseigne ensuite à l'Académie de la Palette (après 1909).

### Retour en Russie
Avant la Première Guerre mondiale, fin 1913, elle retourne à Saint-Pétersbourg, et se rapproche du groupe Mir iskousstva ; elle expose une série d'eaux-fortes et de monotypes. En 1916, elle publie Paris à la veille de la guerre (Париж накануне войны), une suite de monotypes, traduisant les œuvres de onze artistes russes, bloqués en France à cause du conflit. En 1919, elle participe à la fondation du Théâtre de marionnettes des Soviets de Petrograd avec Nina Simonovich et son mari, Ivan Efimov, pour lesquels elle conçoit des prototypes ; ce lieu précède le propre théâtre fondé en 1931 par Sergueï Obraztsov.

### Artiste soviétique
De 1922 à 1929, elle enseigne aux Vkhoutemas, dirigeant les classes de scénographies théâtrales et de peintures décoratives. Elle produit un certain nombre d'affiches et des portraits en silhouette, qui sont réunis dans deux ouvrages, et qui inspirèrent des jeux de cartes à jouer propagandistes, montrant les héros et pères fondateurs de la révolution russe. Ses œuvres sont présentes durant cette décennie dans la plupart des expositions nationales. Elle représente les artistes femmes soviétiques durant la Biennale de Venise en 1928, illustre des ouvrages pour enfants et produit des ex-libris.
Son activité se ralentit durant les années 1930. Elle tente d'organiser à partir de fin 1939 une exposition commémorant le mouvement Mir iskousstva devant se tenir à Léningrad, mais elle meurt le 21 juillet 1941. Sa tombe se trouve au cimetière Volkovo.

## Œuvre
Une grande partie de sa production comprend des gravures sous la forme de bois, d'eau-forte et de monotype. On lui doit sans doute d'avoir réintroduit ces techniques dans son pays. Le Musée russe de Saint-Pétersbourg conserve un certain nombre de ses œuvres.

### Expositions et catalogues
- Exposition d'estampes originales, gravures et monotypes, 20 novembre au 10 décembre 1913, Saint-Pétersbourg, Communauté de Sainte-Eugénie, 1913.
- Paris à la veille de la guerre en monotypes, Pétrograd, Union des artistes, 1916.
- Silhouettes de contemporains, Moscou, Alcyone, 1922.
- Gravures et silhouettes de E. S. Kruglikova 1902-1925, musée de Kazan, 1925.

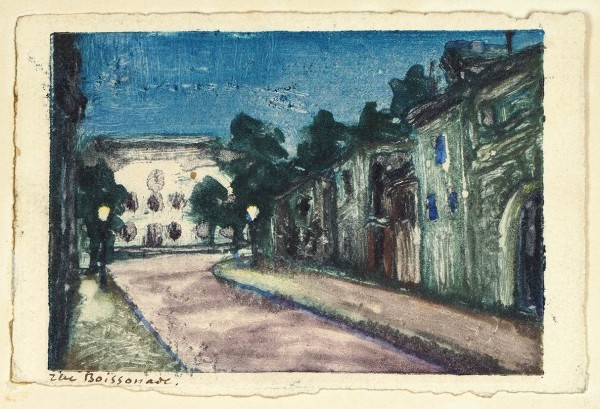
La Rue Boissonade, technique mixte, 1914.
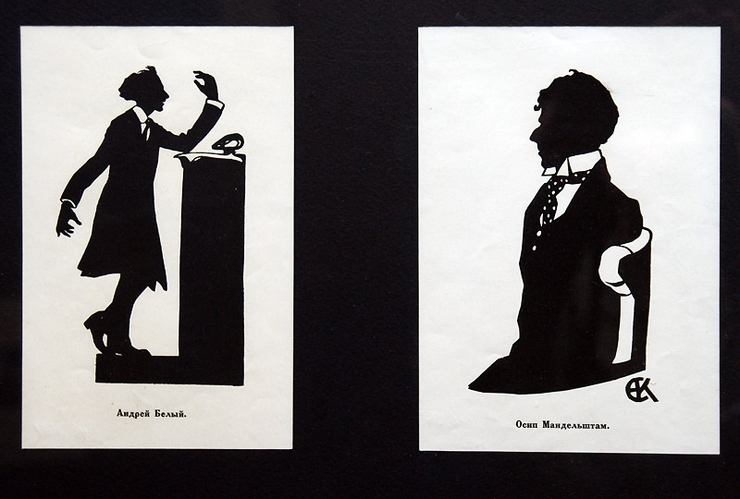
Portraits silhouettes de Andreï Biély et Ossip Mandelstam, 1922.
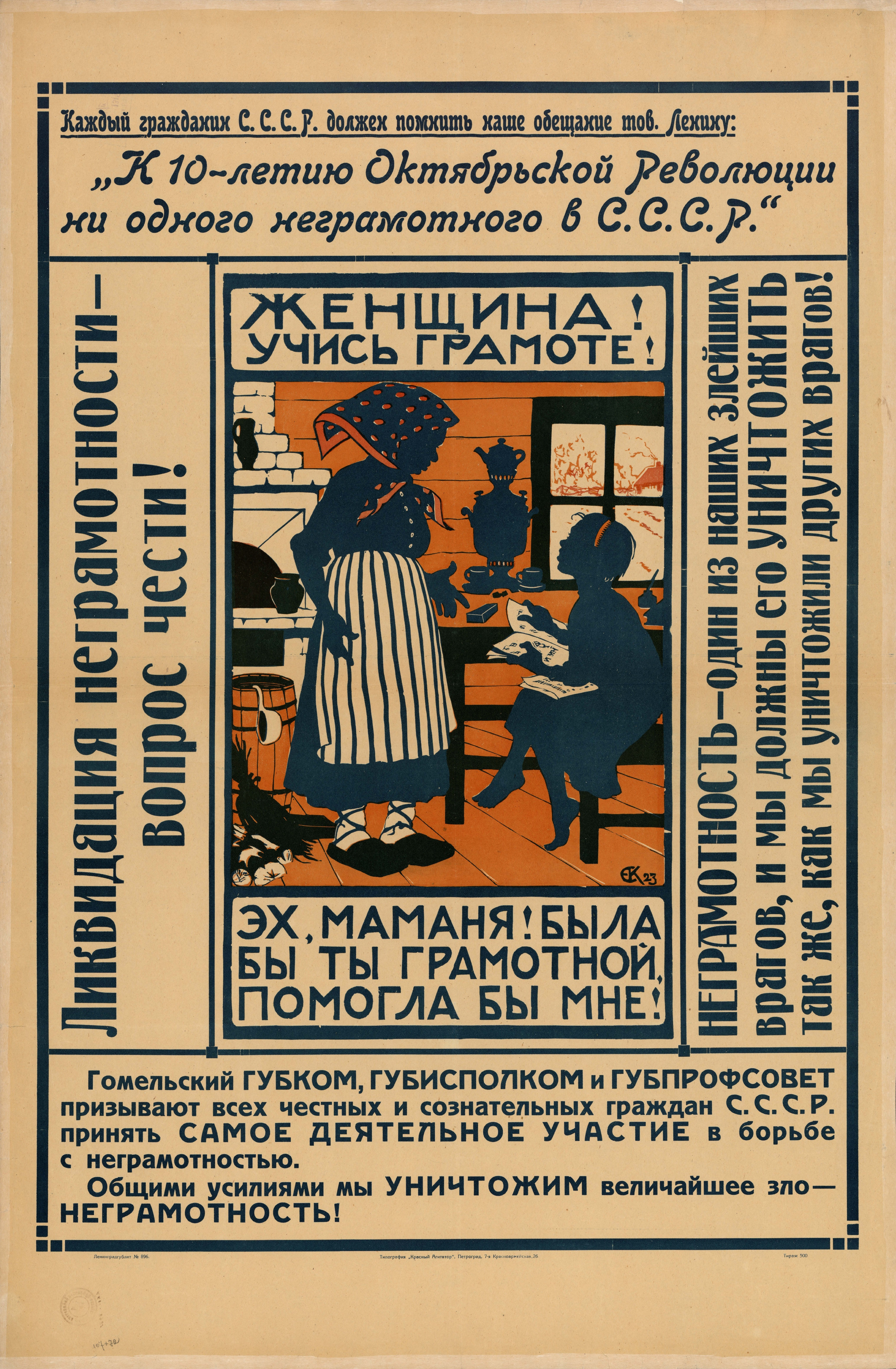
Eh, maman ! Si seulement tu étais alphabétisée, tu m'aiderais !, affiche, Moscou, 1923.
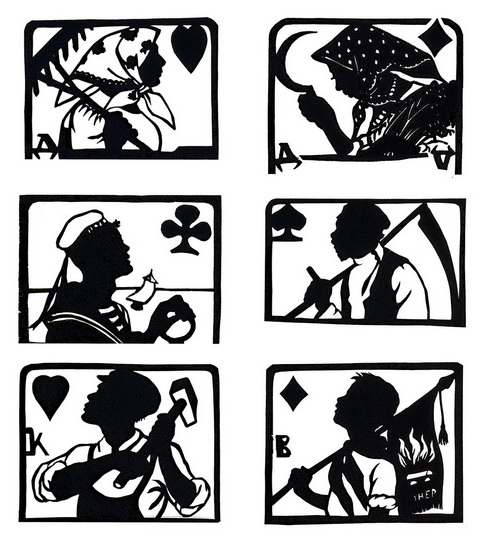
Jeu de cartes, « Héros de la Révolution », années 1920.
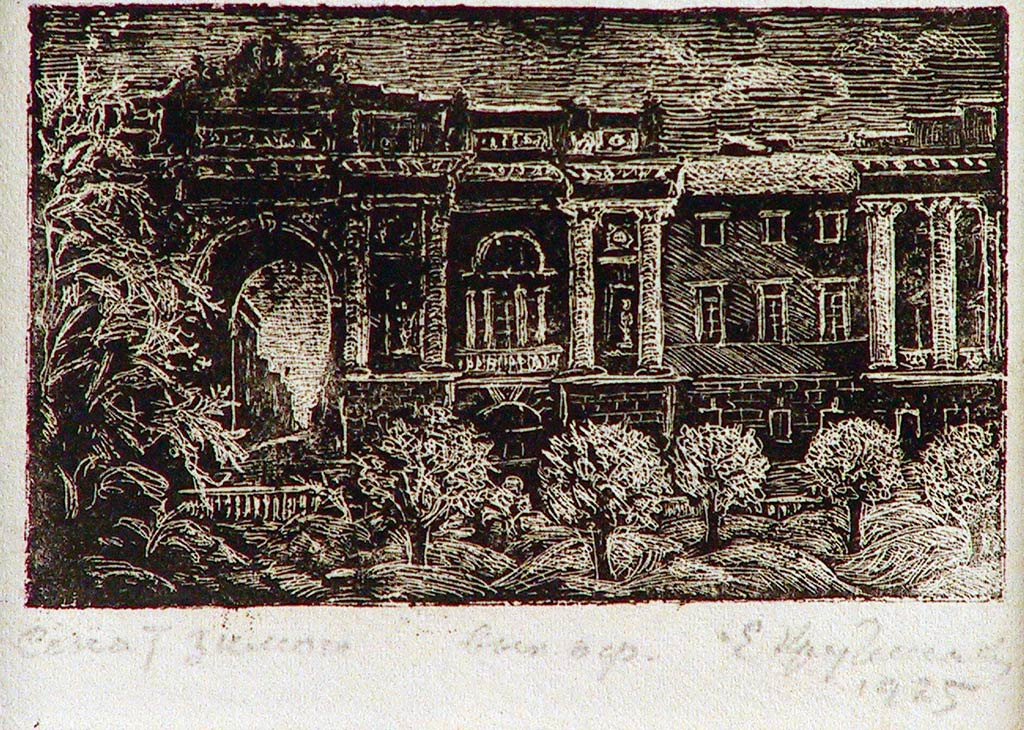
Le Sénat dirigeant en hiver, manière noire, 1925.
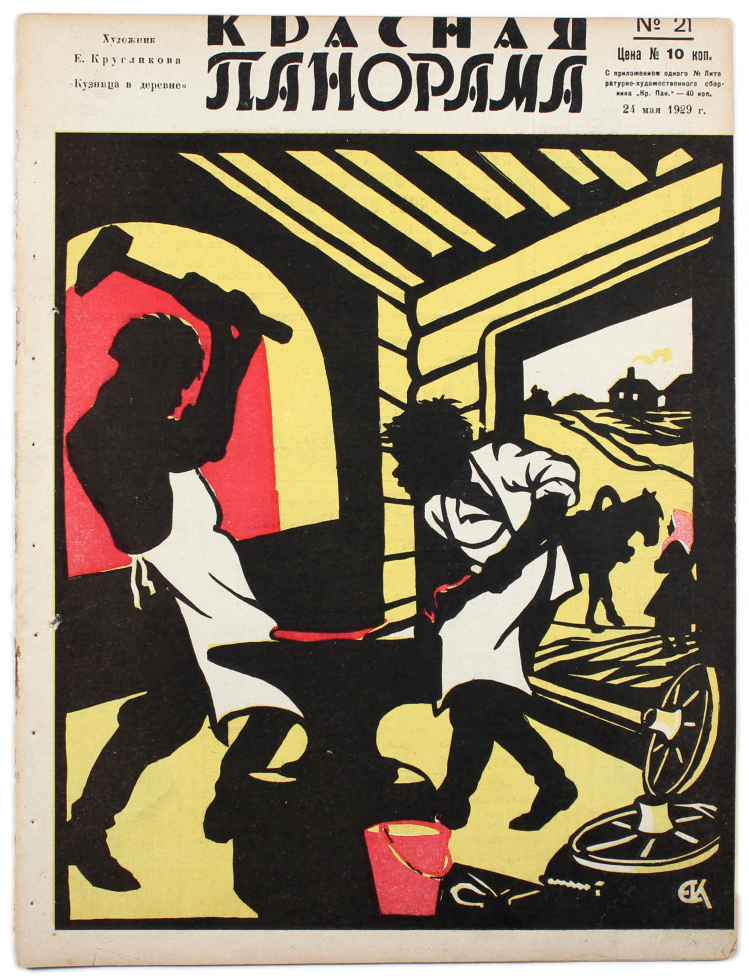
Krasnaya Panorama, couverture de magazine, mars 1929.
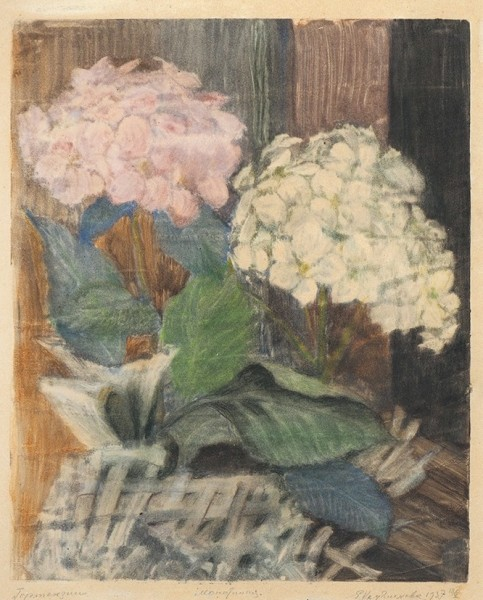
Hortensias, monotype, 1937.